# Latina Televisión
Latina Televisión (conosciuta come Latina TV o Latina, e precedentemente nota come Frecuencia Latina Televisión o Frecuencia Latina) è una rete televisiva peruviana appartenente al Grupo Enfoca. Il canale trasmette dal 1983.